# 平野学
平野 学（ひらの まなぶ）は、日本の情報学者。豊田工業高等専門学校情報工学科教授。博士（工学）（奈良先端科学技術大学院大学）。研究分野は、ネットワークセキュリティ。Cisco Certified Network Associate version 7の英語教材の日本語監訳に協力した。

## 人物・経歴
地元は北海道の十勝。子供の頃からパソコンやプログラミングに興味を持っていた。中学時代はマッキントッシュでプログラミングして遊んでいた。1998年旭川工業高等専門学校工学部電気工学科卒業後、愛知へ移り豊橋技術科学大学工学部情報工学課程に編入、奥山研（情報工学系分散システム研究室）で研究。2000年当時まだ少なかったセキュリティを研究している先生がいることを理由に奈良先端科学技術大学院大学情報科学研究科情報処理学専攻に進学、山口英の教えを受ける。2002年奈良先端大修士課程修了、東京で就職、東芝のネットワークサービス＆コンテンツ事業統括で働く。2004年東芝を退職、豊田工業高等専門学校情報工学科助手（助教）として働きながら博士課程で学ぶ。内閣官房情報セキュリティ対策推進室（現在の内閣サイバーセキュリティセンター）初代情報セキュリティ補佐官となった山口英が始めたプロジェクトに豊田高専として参加。2008年奈良先端大博士課程修了、博士論文は『広域ネットワーク環境における機器間通信の認証と認可機構に関する研究』。2009年豊田高専情報工学科講師、2011年准教授となる。2012年6月から2013年1月は国立高等専門学校機構在外研究員としてケント大学（School of Computing）にてVisiting Senior Lecturerも務めた。2017年度電子情報通信学会代議員。2022年度、23年度情報処理学会東海支部運営委員。2023年教授に昇進。 学生への情報セキュリティ教育の拡充や授業のアクティブラーニング化に取り組んでいる。また、コンピュータ部の顧問ならびに水泳部の副顧問として全国高等専門学校プログラミングコンテスト、パソコン甲子園、セキュリティコンテスト等の大会指導をしている。

## 受賞
- 2016年 平成28年度電気・電子・情報関係学会東海支部連合大会 IEEE Nagoya Section Student Paper Award（指導学生との共著）
- 2016年 情報処理学会第78回全国大会 学生奨励賞（指導学生との共著）
- 2019年 令和元年度電気・電子・情報関係学会東海支部連合大会 IEEE Nagoya Section Student Paper Award（指導学生との共著）
- 2021年3月 CSEC優秀研究賞（CSEC研究会）『準パススルー型ハイパーバイザによるメモリデータ収集機能の性能改善と評価』（大森貴通、水野広基、牧原京佑、平野学、小林良太郎）
- 2022年 令和3年度豊田工業高等専門学校教員顕彰

## 出版物
- 『Engineering the Computer Science and IT, chapter 24: Portable ID Management Framework for Security Enhancement of Virtual Machine Monitors』(共著、IntechOpen、2009年10月）